# 津上研太
津上 研太（つがみ けんた、1965年8月20日 - ）は、日本のジャズサックスプレイヤー（アルトサックス、ソプラノサックス）、作曲家、編曲家。ビバップからフリー・ジャズ、ニュージャズと様々なスタイルのライブを行う。神奈川県立湘南高等学校、学習院大学理学部化学科卒業。

## 人物
2000年7月、リーダーバンド「BOZO」旗揚げ。
母方の祖父は、野球殿堂入り投手で、阪神タイガース「若林忠志賞」（創立2011年3月5日～）、七色の魔球を持つ事で名を知られている若林忠志（投手）である。若林が亡くなった年に生まれた。
「BOZO」のバンド名は、祖父若林忠志がハワイ在住時のニックネームであった「BOZO（ボウゾ）」が由来である。
バークリーメソッドには沿わない独自の音感で作曲する。

## 略歴・活動
野球少年でありスポーツが得意であったが、高校時代に街中で偶然渡辺貞夫を聴きジャズサックスと出会いプロになると決める。
大学時代に知人の紹介で大友義雄（Sax）、ジョージ大塚（Ds）に弟子入り。
1987年ジョージ大塚「WE THREE」、古澤良治郎の「パパラッコバンド」にてプロデビューし、都内でライブ活動を始め、綾戸智絵 (Vo)、忌野清志郎(Vo) 、上々颱風、ゴンチチ等、多数のミュージシャンとの共演や、ツアーに参加する。
1994年古澤良次郎「ね。」発足時メンバー。1994年より村田陽一orchestraに参加。1995年山下洋輔Duo+で共演、中国ツアー参加。1996年より渋谷毅orchestraに参加。1997年シェイクスピア「お気に召すまま」の舞台に役者としてサックス吹きの男役で出演。東京・神戸公演を成功。
大友良英ニュー・ジャズ・クインテット（1999年～2007年）や、菊地成孔デートコースペンタゴンロイヤルガーデン（2000年～2007年）にてサウンドの中心となる。
多岐にわたり人脈も広く、現在は、清水くるみ（p）バンド、南博MMS（MINGUS･MONK･STRAYHORN）での定期的に行われているライブの他、与世山澄子（vo）、そいんじゃ、須川光（p・org）、市野元彦（g）、石井彰（p）など様々なアーティストとの共演を行っている。2010年7月DCPRGと改名するDATE COURSE PENTAGON ROYAL GARDENの3年振りの活動再開に正規メンバーで参加。同年10月の日比谷野音にて再開ライブ。津上は2回目の京都ボロフェスタから参加。また、菊地成孔がオーガナイザー兼プレゼンターを務めるダンスパーティ「HOT HOUSE」にも初回より参加。

## リーダーバンドの活動と特性
BOZO
2000年7月に旗揚げ。同8月に初ライブを行う。メンバーは津上自身が即決し、強者三者南博（P）、水谷浩章 (Bass) 、外山明 (Ds)で活動開始。
トリオをバックにしたフロントというカルテットのスタイルではなく、バンド全てが津上のサウンドプロポーションである。
2ndアルバムのタイトルになったDUENDE（ドゥエンデ）とは、スペイン語で悪魔、霊感、炎、霊魂、魔法、魔力、魅力等の意味。不吉な五感の前者よりも、スペインでは他に「良いパフォーマンスにはドゥエンデが現れる」という意味で使われる。（出典：「JAZZ TODAY」VOL.21）
自身の体得してきた語法や精神、バンドサウンドにより、BOZOのバンド内にはドゥエンデが現れると言われている。
主に新宿ピットイン、横浜エアジン、鎌倉ダフネにて活動。
現在はライブ版含め4枚のアルバムをリリース。
- BOZO1st　『1st』（2002年8月21日）Body Electric Records
- BOZO2nd　『DUENDE』（2005年10月7日）ewe records jazz
- BOZO3rd　『RED CONTEXT』（2007年12月26日）ewe records jazz
- 津上研太　『BOZO＆phonolite ensemble』（2009年2月25日）ewe records jazz

## 参加アルバム
- 古澤良治郎　『良治郎さんの不思議な散歩』　（1992年）　日本コロムビア
- ね。（古澤良治郎）　『ね』　（1997年）　AKETA'S DISK
- 渋谷毅orchestra　『TAMASA』　（1997年）　Carco
- 清水くるみ　『くるみさん』　（1997年）　AKETA'S DISK
- Ash　『Ash featuring 松川 純一郎』 （1998年）　P-VINE
- 渋谷毅orchestra　『ホームグランド・アケタ・ライブ』（1999年）　AKETA'S DISK
- DATE COURSE PENTAGON ROYAL GARDEN　『REPORT FROM IRON MOUNTAIN』　（2001年）
- 大友良英NEW JAZZ QUINTET　『Flutter』　（2001年） Tzadik
- 渋谷毅orchestra　『ずっと西荻』　（2003年）　Carco
- DATE COURSE PENTAGON ROYAL GARDEN　『DCPRG3/GRPCD2 GENERAL REPRESENTATION PRODUCTS CHAIN DRASTISM』（Remix）　（2002年）
- 大友良英NEW JAZZ QUINTET　『Live』　（2002年）
- 大友良英NEW JAZZ QUINTET　『テイルズ・アウト』　（2003年）
- DATE COURSE PENTAGON ROYAL GARDEN　『MUSICAL FROM CHAOS』（Live）　（2003年）
- DATE COURSE PENTAGON ROYAL GARDEN　『Structure Et Force（構造と力）』　（2003年）
- DATE COURSE PENTAGON ROYAL GARDEN　『STAYIN' ALIVE/FAME/PAN-AMERICAN BEEF STAKE ART FEDERATION 2』　（2004年）
- DATE COURSE PENTAGON ROYAL GARDEN　『MUSICAL FROM CHAOS2』（Live）　（2005年）
- 大友良英NEW JAZZ QUINTET　『ONJQ Live in Lisbon』（2006年）　clean feed゜
- DATE COURSE PENTAGON ROYAL GARDEN　『Franz Kafka's AMERIKA』　（2007年）
- 村田陽一orchestra　『STANDARDS』（2009年）　ewe records jazz
- 村田陽一orchestra　『COMPOSITIONS』（2009年）　ewe records jazz
- 渋谷毅／津上研太　『無銭優雅』　（2010年5月）　Carco　全8曲収録。津上による全曲書き下ろし
- 菊地成孔DCPRG　『ALTER WAR IN TOKYO』（2011年9月21日）　impuls!

　　日本人として初のimpuls!レーベル契約。

## 参加映像
- DATE COURSE PENTAGON ROYAL GARDEN　『MUSICAL FROM CHAOS 3 花旗 "Hoa-ky"』　(DVD)（2007年）

## 参加楽曲
- 小沢健二　『春にして君を想う』　（1998年）　東芝EMI
- 乙葉　『一秒のリフレイン』　（2002年）　DREAM MACHINE

## 参加サントラ（映画・ドラマ）
- 上々颱風　『平成狸合戦ぽんぽこ』サウンドトラック　（1994）　TOKUMA JAPAN TKCA-70410
- 上々颱風　『平成狸合戦ぽんぽこ』イメージアルバム　（1994）　TOKUMA JAPAN TKCA-70399
- 古澤良治郎　『大往生』サウンドトラック　（1998）　P-VINE PCD-5753
- 山下洋輔　『カンゾー先生』オリジナルサウンドトラック　（1998）　VERVE POCJ-1416
- 大友良英×イアン・ケルコフ　『シャボン玉エレジー』サウンドトラック　（1999）　eyewill SKCA-1002
- 大友良英　『風花』オリジナル・シネマティックトラック　（2001）　Monsoon Records MOSCD-017
- 大友良英　NHKドラマ『クライマーズ・ハイ』劇版　（2005）